# Băla
Băla là một xã thuộc hạt Mureș, România. Dân số thời điểm năm 2002 là 903 người.